# Godardia amakosa
Godardia amakosa är en fjärilsart som beskrevs av Jean Baptiste Boisduval 1850. Godardia amakosa ingår i släktet Godardia och familjen praktfjärilar. Inga underarter finns listade i Catalogue of Life.